# Alberto Varo
Alberto Varo Lara (Tarragona, 18 maart 1993) is een Spaans voetballer die als doelman speelt.

## Clubcarrière
Varo speelde acht jaar in de jeugd van Gimnàstic. In 2012 debuteerde hij voor Pobla de Mafumet CF, de satellietclub van Gimnàstic. In juni 2016 werd hij voor één jaar verhuurd aan FC Barcelona B. In 2017 werd hij kampioen met Barça B in de Segunda División B. Tijdens het seizoen 2017/18 wordt de doelman opnieuw gehuurd. Barcelona heeft een koopoptie in het huurcontract bedongen. Op 19 augustus 2017 debuteerde hij in de Segunda División tegen Real Valladolid.